# Falkenstein (Harzgrafen)
Falkenstein war ein dynastisches Geschlecht am südöstlichen Harz.

## Geschichte

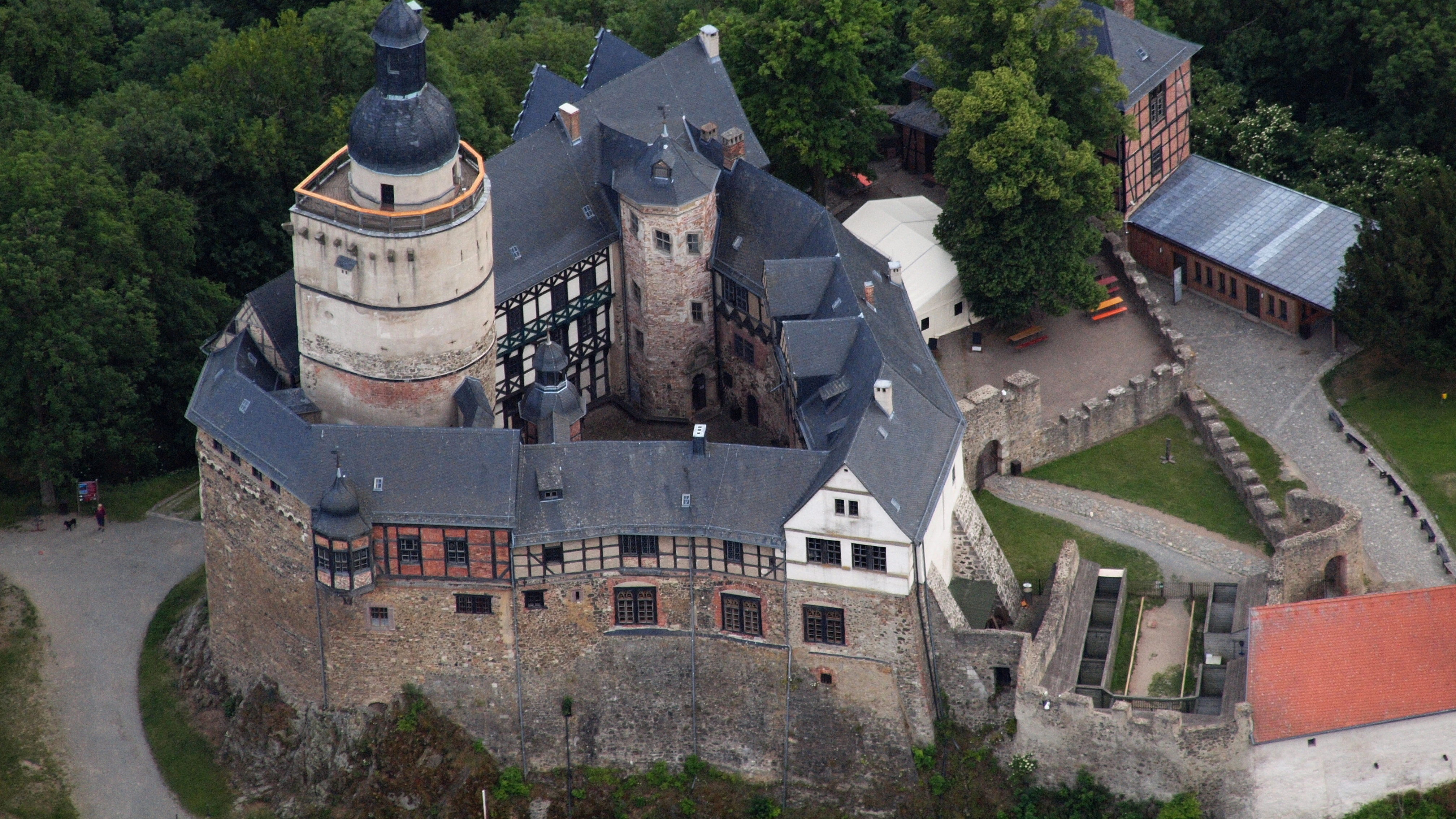
Burg Falkenstein im Harz

Egeno II. von Konradsburg hatte den in räumlicher Nähe begüterten Adalbert II. von Ballenstedt umgebracht. Zur Sühne wurde sein Stammsitz Konradsburg in ein Kloster umgewandelt. Der Falkenstein (heute Burg Falkenstein) wurde zum neuen Stammsitz. Sein Sohn Burchard II. nahm den Namen als Namen des Geschlechts an.
Dann wurden sie Grafen im Raum Wolmirstedt. Diese Grafschaft war vorher der Nordthüringgau, der zur Mark Brandenburg gekommen war. Die Markgrafen hatten die Verwaltung des Gebiets als Lehen übertragen an das Haus Ammensleben, welches durch Einheirat in das Haus Hillersleben auch dort zur Herrschaft kam. Bia von Ammensleben heiratete dann Burchard II. von Falkenstein. Da Bia Miterbin von Otto von Hillersleben war, kam Burchard II. zu demjenigen Teil der alten Grafschaft Billingsho(ch), der Wolmirstedt am nächsten gelegen war und daher später Grafschaft Wolmirstedt genannt wurde. Diese kam 1343 wie zuvor unter Bischof Burchard III. schon das Schloss Wolmirstedt an das Erzstift Magdeburg, welches lachender Dritter einer Fehde bei Gardelegen zwischen Otto dem Milden und Ludwig V. (Bayern) war.
Hoyer von Falkenstein wurde der bekannteste dieses Hauses, weil er Eike von Repgow zum Verfassen des Sachsenspiegels veranlasste, eines bedeutenden rechtlichen Werkes. Konrad von Falkenstein wurde 1305 Propst am Hildesheimer Dom. Volrad von Falkenstein heiratete die Schwester von Bischof Burchard III. 1291 waren die Grafen von Falkenstein an der erfolgreichen Belagerung der Harliburg beteiligt. Den Klöstern Walkenried und Aschersleben sowie der Liebfrauenkirche vermachten sie Schenkungen. Luitgard von Falkenstein heiratete Gebhard III. von Mansfeld.
Durch ihr Aussterben ging die Grafschaft an das Halberstädter Domkapitel, welches sie hälftig an das Haus Asseburg, das sich dann auch um das Kloster Konradsburg kümmerte, und von Burgsdorf verkaufte.
Laut Annalista Saxo war Egeno I. von Konradsburg der Bruder von Alvereich von Kakelingen, welcher zum Stammvater der Grafschaft Plötzkau wurde. Letzterer, nun Markgraf der Nordmark, wurde dadurch Gebietsnachbar der Grafschaft Wolmirstedt. Als es zur Fehde zwischen beiden kam, bekämpften sich also letztlich die beiden Linien von Ammensleben/Hillersleben. Konrad von Plötzkau fiel, Albrecht der Bär wurde der Nachfolger durch Lehensgabe von Lothar III. und so kam es zur Entstehung der Mark Brandenburg.